# Яузская улица
Я́узская улица — улица в центре Москвы, находится в Таганском районе Центрального административного округа.

## Расположение

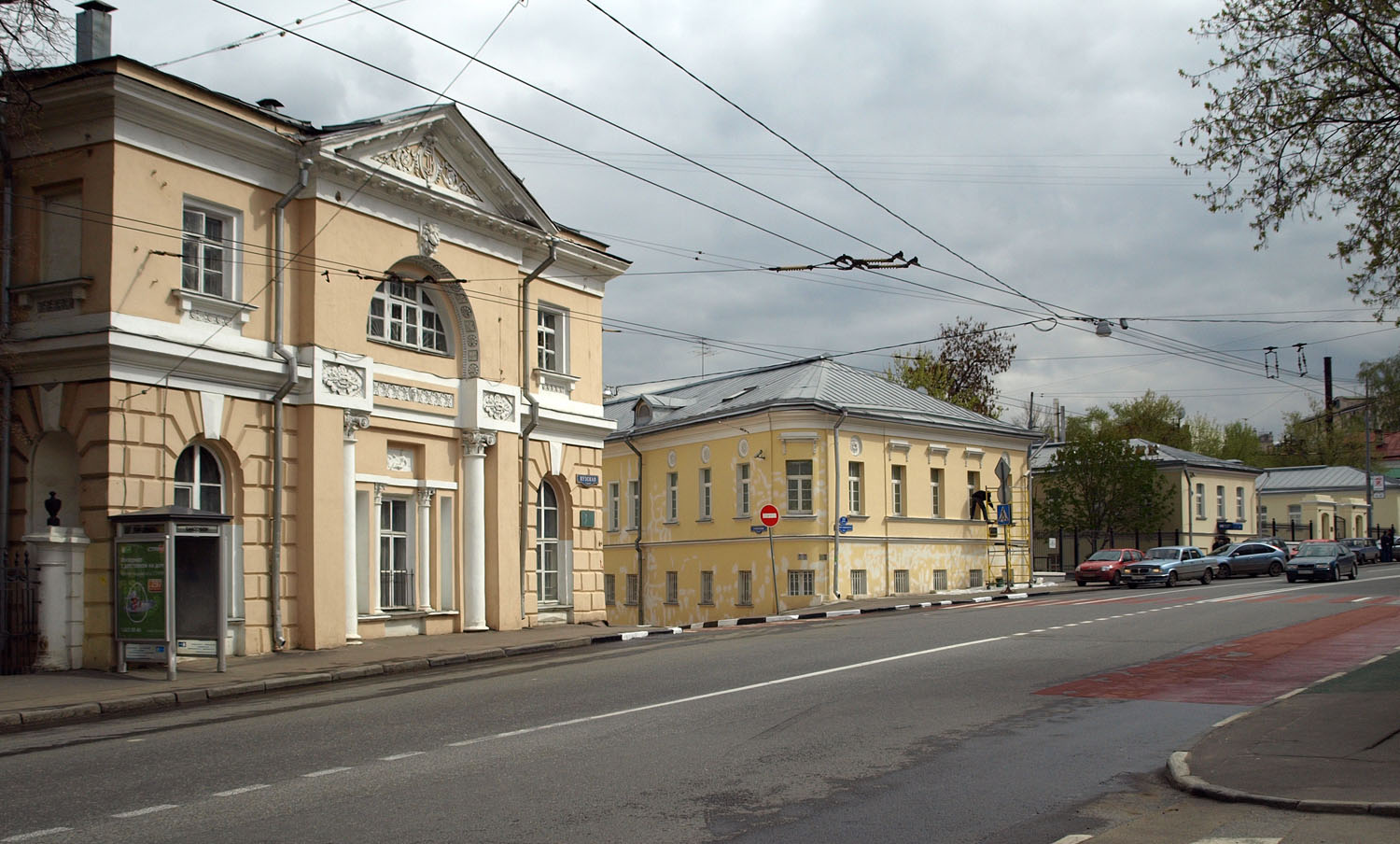
Яузская больница («Медсантруд»). Построена в 1790-е годы как дворец И. Р. Баташова, с 1878 — муниципальная больница.

Яузская улица начинается как продолжение улицы Солянка на площади Яузские Ворота, затем пересекает Яузу по Астаховскому мосту, а заканчивается у примыкания Рюмина переулка, переходя в Верхнюю Радищевскую улицу.

## Происхождение названия
Участок современной Яузской улицы от площади Яузские Ворота до Астаховского моста получил своё название ещё в XVIII веке от реки Яузы, над которой эта улица ныне проходит по мосту.
Участок современной Яузской улицы от Астаховского моста (ранее Яузского) до современной Верхней Радищевской улицы ранее именовался Таганской или Таганной. В 1922 году она была названа «Интернациональной» в честь 1-го Интернационала. 25 октября 1994 года бывшая Интернациональная улица была переименована как продолжение Яузской улицы.

## Примечательные здания и сооружения
По нечётной стороне:

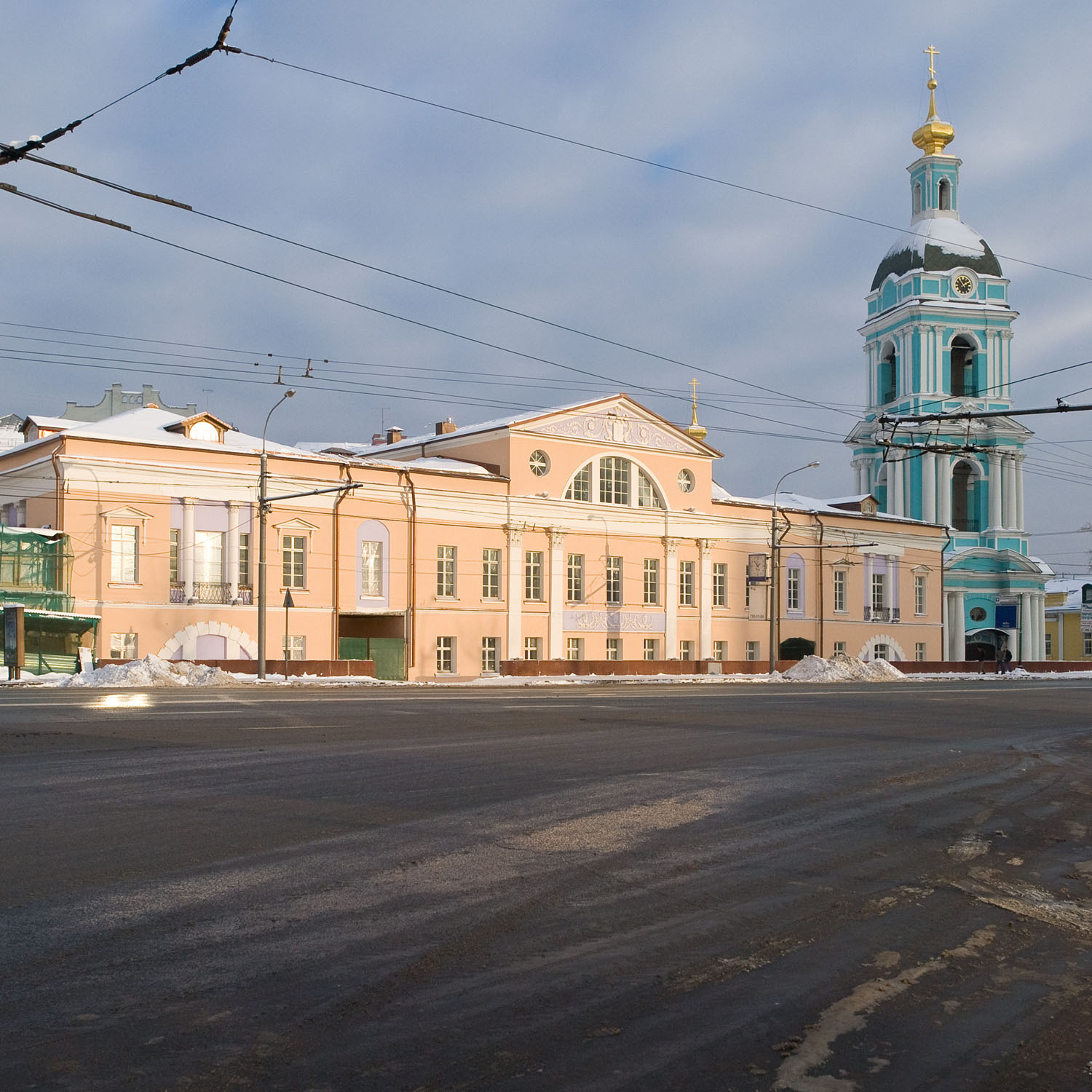
Яузская улица: в центре дом № 1/15

- № 1/15 — Городская усадьба Гончарова-Филипповых (нач. XVIII в.; 1790-е гг.; 1877, архитектор А. Е. Вебер; дворовый фасад перестроен в 1903 году, архитектор А. В. Красильников). Усадьба была основана прапрадедом Натальи Гончаровой Афанасием Гончаровым, владельцем полотняного завода под Калугой. Позднее уже её дед, Афанасий Николаевич Гончаров построил главный дом усадьбы в стиле классицизма (по проекту ученика М. Ф. Казакова архитектора И. В. Еготова), который М. Казаков включил в альбомы лучших московских зданий начала XIX века. В пожарах 1812 года сгорели деревянные второй этаж с мезонином и переходы между центральным зданием и боковыми флигелями. Гончаровы не стали восстанавливать усадьбу, продав её купцу Филиппову, разместившему здесь вначале магазин, а затем чаеразвесочную фабрику. После революции здание было переделано под жилые квартиры, также в нём размещалось почтовое отделение. Здание было отреставрировано в 2011 году. В ходе занявших 4 года реставрационных работ (арх. Елена Степанова) здание было восстановлено в том виде, как оно выглядело до пожара 1812 года. Парадных интерьеров в усадьбе не сохранилось, кроме маленькой угловой комнаты правого флигеля. В доме размещаются ресторан, Дома моды Маши Цигаль и Юлии Далакян, магазины.[4]
- № 11/6 (различные строения) — усадьба Баташева (Яузская городская больница (после 1917 г. — Городская клиническая больница № 23 «Медсантруд»), памятник Ипполиту Давыдовскому
  - № 11/6, стр. 1 — Хирургический корпус (1911, архитектор З. И. Иванов), храм в честь иконы Божией Матери «Всех Скорбящих Радость» (1898—1899 гг., нач. XX в., архитектор Н. В. Розов).
  - № 11/6, стр. 2 — Здание амбулатории (1909, архитектор И. А. Иванов-Шиц, строительством руководил архитектор Ф. А. Когновицкий);
  - № 11/6, стр. 8 — Садовый павильон (сторожка) (1870-е −1880-е гг.);

По чётной стороне:
- № 4 — Церковь Николая Чудотворца в Кошелях (XVII—XVIII вв.), снесена в 1937 году.
- № 6 — Городская усадьба Е. И. Демидова — Рахмановых (сер. XVIII в., XIX в. Главный дом, сер. XVIII в., 1-я пол. XIX в., 1880-е — 1890-е гг.)
- № 10/2 — Городская усадьба Д. Ф. Беляева (1902, архитекторы А. А. Галецкий и В. В. Воейков), строение 5 внесено в Красную книгу Архнадзора (электронный каталог объектов недвижимого культурного наследия Москвы, находящихся под угрозой), номинация - запустение[5].

## Транспорт
Автобус:
- м7 — по всей длине улицы.
- 888 — от Подгорской набережной до Рюмина переулка (одно направление).
- С920 — от Подгорской набережной до площади Яузские Ворота (одно направление).
- С755 — от Подгорской набережной до Рюмина переулка.
- н4 — от Николоямской улицы до площади Яузские Ворота.
- н5, н7 — по всей длине улицы.